# Tuyuhun
Pour l'étoile Azha, voir Eta Eridani.
329–663
Entités suivantes :
- Dynastie Tang
- Empire du Tibet

Le royaume Tuyuhun (chinois simplifié : 吐谷浑 ; chinois traditionnel : 吐谷渾 ; pinyin : tǔyùhún) a été gouverné par la puissante coalition tabghatch des Xianbei, qui prospéra de 329 à 663. Il fut vassalisé par les Tang en 635 et anéanti par l'Empire tibétain en 663.
Le royaume fut ainsi nommé ainsi en hommage à son fondateur, Murong Tuyuhun (chinois : 慕容吐谷渾 ; pinyin : mùróng tǔyùhún), frère de Murong Hui (chinois : 慕容廆 ; pinyin : mùróng huì, 269 — 333) des Yans antérieurs (chinois : 前燕 ; pinyin : qiányàn), un Xianbei.
Le royaume fut également connu sous le nom de « 'A-zha » (tibétain : ཨ་ཅི་, Wylie : a-ci, chinois : « Henanguo » (河南国 / 河南國, Hénán guó).

## Histoire

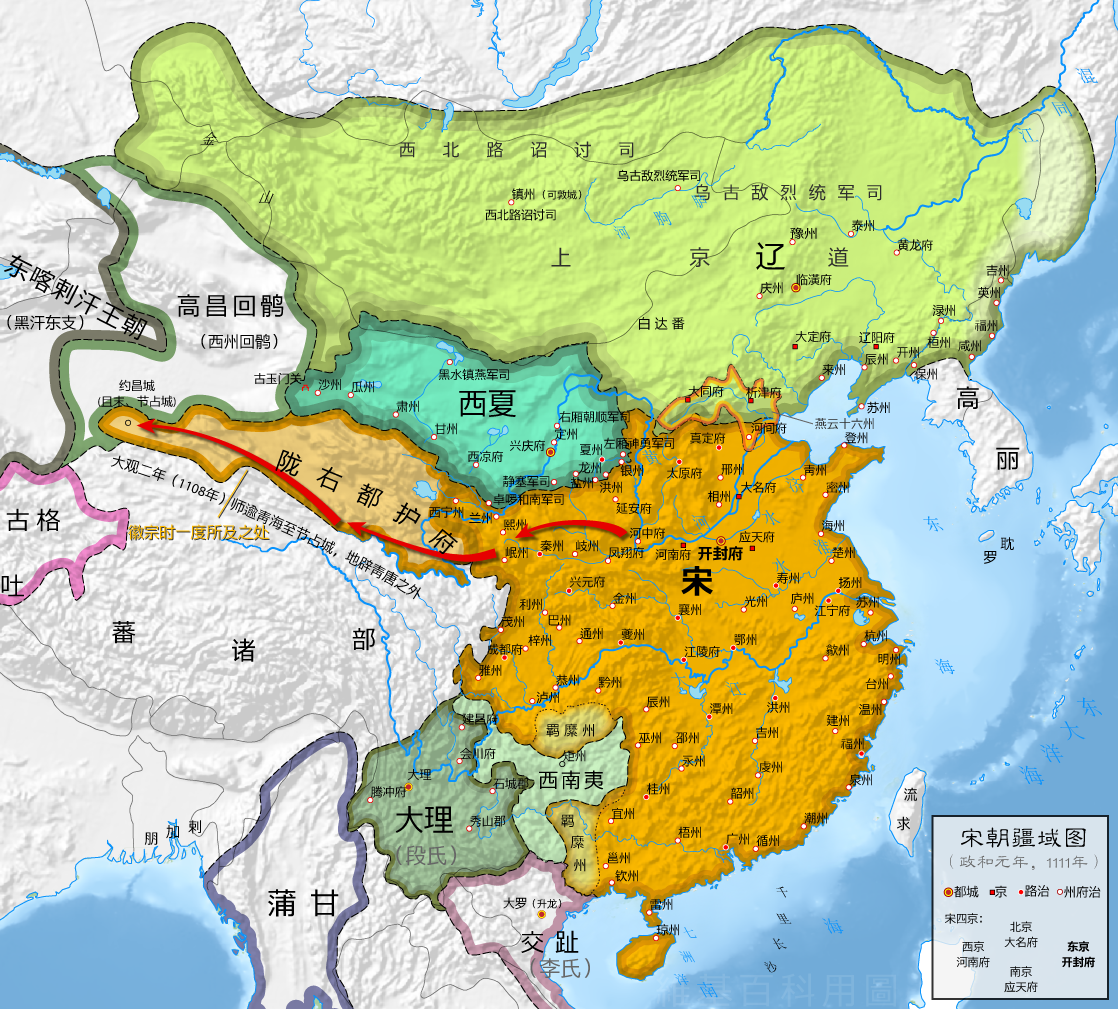
Gouvernement de Longyou en marron clair

Murong Tuyuhun (慕容吐谷渾) était le plus grand frère de l'ancêtre Murong Hui (慕容廆) de la Dynastie Yan antérieure et le fils aîné du Chanyu, Murong Shegui (慕容涉歸) des Xianbei. Murong, qui fit migrer son peuple de ses anciens territoires de la péninsule du Liaodong à la région des Monts Yin, traversant le Fleuve jaune entre 307 et 313, jusqu'à l'Est de l'actuelle province du Qinghai,.
Ils sont sévèrement défaits par la dynastie Tang naissante par Tang Taizong en 635, qui les vassalise.
Le roi du Tibet, Songtsen Gampo, de la dynastie Yarlung, à peine monté sur le trône en 634, envahit le Tuyuhun au niveau du Kokonor. Après avoir demandé une princesse chinoise en mariage et essuyé un refus, il attaque les régions des Qiangs à la frontière chinoise (actuel Xian de Songpan). Ces opérations sont menées par le ministre du roi, Tongstsen Yülsung, du clan Gar (禄东赞 / 祿東贊, lù 6dōngzàn, Wade : Lu Tung-ts'an), qui créa une sous-dynastie au Tibet oriental. En 663, il renverse le pouvoir de Tuyuhun. Elle est intégrée, avec les territoires au Nord du lac Qinghai à l'Empire du Tibet. Les survivants des massacres sont admis dans les territoires de la dynastie Tang.
Elle sera ensuite sous les Song, pendant l'ère de la fragmentation, suivant le déclin Empire du Tibet, intégrée au gouvernement de Longyou (陇右都护府).
Son territoire correspond aujourd'hui à certaines parties des actuelles provinces du Qinghai, Sichuan et du Gansu en République populaire de Chine.

### Sources
- (en) Cet article est partiellement ou en totalité issu de l’article de Wikipédia en anglais intitulé « Tuyuhun Kingdom » (voir la liste des auteurs).
- (en) « Chinese History - Non-Chinese peoples and neighboring states: Tuyuhun », sur chinaknowledge.de